# جون تيرا
جون تيرا هو مغني بلجيكي، ولد في 21 يونيو 1951 في ماسميخيلين في بلجيكا.

## وصلات خارجية
- جون تيرا على موقع ميوزك برينز (الإنجليزية)
- جون تيرا على موقع ديسكوغز (الإنجليزية)